# Larkspur (Kolorado)
Larkspur – miasto w Stanach Zjednoczonych, w stanie Kolorado, w hrabstwie Douglas.